# Блюме, Рената
Рената Блюме (нем. Renate Blume; в 1983—1989 годах — Renate Blume-Reed. род. 3 мая 1944, Бад-Вильдунген, гау Кургессен) — немецкая актриса театра и кино. Лауреат Ленинской премии (1982).

## Биография
Родилась 3 мая 1944 года в курортном городе Бад-Вильдунгене (земля Гессен). Будучи ещё студенткой, дебютировала в 1964 году в главной роли в фильме «Расколотое небо».
В 1965 году окончила Берлинское театральное училище. В 1965—1986 годах была актрисой Государственного драматического театра в Дрездене. Сыграла множество ролей в театре, снялась более чем в 40 фильмах.
В 1980 году сыграла роль Женни фон Вестфален в фильме Льва Кулиджанова «Карл Маркс. Молодые годы». За эту роль в 1982 году была удостоена Ленинской премии.
В 1990—1992 годах преподавала актёрское мастерство. С 1992 года возобновила актёрскую карьеру. Как театральная актриса, занята в спектаклях «Берлинер криминаль театра».
В жизни Ренаты Блюме с начала 1990-х годов театр становился всё более важным: она гастролировала со спектаклями «Стеклянный зверинец» Теннесси Уильямса и «Смерть коммивояжёра» по сюжету Артура Миллера, гостила на Ландс-сценах Саксонии в «Смерть и девушка», а также в театре Дрездена, играла в театре у собора в Кёльне, в «Маленькой комедии» на Макс II в Мюнхене, в театре на Курфюрстендамм, в Винтерхудерском паромном доме в Гамбурге, на фестивале в Штёртебекере в Кёльне, в театре на Кафедральном соборе в Кёльне, в «Маленькой комедии» на набережной Макса II в Мюнхене, в театре на Курфюрстендамме, в Винтерхудерском пароме в Гамбурге, на фестивале в Штюртебекере в Гамбурге, в Ральсвик на острове Рюген и в театре на Ке в Дюссельдорфе.

## Семья
- Первый супруг (1969 — 1974) — режиссёр Франк Байер.
  - У этой пары родился сын Александр.
- В 1981—1986 годах была замужем за Дином Ридом, который усыновил Александра.

## Фильмография
| Год       |   | Название                                                           | Роль                                |
| --------- | - | ------------------------------------------------------------------ | ----------------------------------- |
| 1964      | ф | «Расколотое небо» / Geteilte Himmel, Der (ГДР)                     | Рита Зайдель                        |
| 1967      | ф | «Замёрзшие молнии» / Gefrorenen blitze, Die (ГДР)                  | Ингрид                              |
| 1970      | ф | «Таня»                                                             | Таня                                |
| 1973      | ф | «Апачи»                                                            | Имя персонажа не указано            |
| 1974      | ф | «Ульзана»                                                          | Леона                               |
| 1976      | ф | «Спартак»                                                          | Лидия                               |
| 1977      | ф | «Стоптанные туфельки» / Zertanzten Schuhe, Die (ГДР)               | Принцесса                           |
| 1978—1998 | с | «110»                                                              | снималась в 7 сериях в разных ролях |
| 1979      | ф | «Архив смерти» / Archiv des Todes (ГДР)                            | унтерфюрер Рената Виснер            |
| 1980      | ф | «Карл Маркс. Молодые годы»                                         | Женни фон Вестфален                 |
| 1982      | ф | «Принц за семью морями» / Der Prinz hinter den sieben Meeren (ГДР) | Аннунциата                          |
| 1984      | ф | «Фронт без пощады» / Front ohne Gnade (ГДР)                        | Лидия Мессмер                       |
| 1983      | ф | «Мартин Лютер»                                                     | Барбара Кранах                      |
| 1989—1990 | с | «Альберт Эйнштейн» / Albert Einstein (ГДР)                         | Таби Мандель                        |
| 2005      | ф | «Я берлинец» / Ich bin ein Berliner (ФРГ)                          | Имя персонажа не указано            |
| 2011      | с | Lindburgs Fall (сериал)                                            | фрау Кампманн                       |